# Rudolf von Brudermann
Rudolf von Brudermann, född 9 januari 1851 i Gyöngyös, död 21 januari 1941 i Kaltenleutgeben, var en österrikisk militär och officer vid kavalleriet. von Brudermann blev överste och regementschef 1891 och general av kavalleriet 1907. Åren 1906-1912 tjänade han som kavalleriinspektör och 1912-1914 som arméinspektör. Vid första världskrigets utbrott erhöll han befälet över den habsburgska 3:e armén, och deltog i försvaret av östra Galizien 1914. Från 26 till 30 augusti mötte von Brudermanns trupper ryssarna vid Przemyslany-Rohatyn, sydost om Lemberg, och besegrades i grunden. Nederlaget vållade österrikarna svåra förluster och tvingade dem att utrymma Lemberg. På grund av motgångarna fråntogs han sitt befäl och begärde följande år avsked från armén. von Bruderman avled vid 90 års ålder den 21 januari 1941.

## Utmärkelser
- Kommendör med stora korset av Svärdsorden, 1908.[2]